# 山之内毅
山之内 毅（やまのうち　つよし、1981年12月16日 - ）は、日本の元政治家、神職。衆議院議員（1期）、日本維新の会鹿児島県総支部代表などを務めた。

## 経歴
鹿児島県鹿児島市出身。姶良市蒲生町に鎮座する、蒲生八幡神社の家系に生まれる。1994年に西伊敷小学校、1997年に緑丘中学校、2000年に鹿児島玉龍高校、2004年に青山学院大学法学部をそれぞれ卒業。2004年から株式会社山善に勤務した後、家業である蒲生八幡神社を継ぐため鹿児島に帰り、2006年から蒲生八幡神社・禰宜、山之内司法書士事務所勤務。
2012年3月に維新政治塾に入塾し（1期生）、政治家の道を志す。2012年12月、第46回衆議院議員総選挙で日本維新の会公認で鹿児島1区から出馬、比例九州ブロックで比例復活し、初当選。
2014年12月の第47回衆議院議員総選挙では維新の党公認で鹿児島1区から出馬、自民党の保岡興治、民主党の川内博史に敗れ、比例では次点となり復活ならず落選。
2015年10月の維新の党分裂に際してはおおさか維新の会に参加した。
2016年2月9日におおさか維新の会衆院鹿児島1区支部長就任が発表され、2月20日にかごしま維新の会（おおさか維新の会鹿児島県総支部）が設立されると代表に就任した。
2017年10月の第48回衆議院議員総選挙で鹿児島1区から立候補したが、この選挙では立憲民主党から立候補した川内が選挙区当選、次点は自民党公認で保岡の秘書を務めた息子の保岡宏武（落選）で、山之内は3位に終わった。山之内の得票は川内の76,699票とは約5万票差の26,895票で、得票率は14.7%だった。
2019年4月、第19回統一地方選挙の一環で行われる鹿児島県議会選挙に鹿児島市・鹿児島郡選挙区より日本維新の会公認で立候補したが落選した。
2019年7月31日、県総支部を解散し政界を引退した。

## 脚註
1. 1 2  山之内毅(小選挙区・鹿児島県) 【衆議院選挙2017】：読売新聞 - ウェイバックマシン（2017年11月7日アーカイブ分）
2. 1 2  “2012年衆院選　比例九州ブロック　日本維新の会　山之内 毅”. 毎日.jp. (2012年12月17日) 2012年12月17日閲覧。
3. 1 2  “プロフィール”.   山之内つよし（毅）公式サイト. 2015年4月13日閲覧。
4. ↑  “山之内毅(小選挙区・鹿児島県) : 衆院選2014(衆議院選挙)”.   読売新聞. 2016年6月23日閲覧。
5. ↑  “維新分裂 松野氏袋小路にはまる 地元熊本で支持者に釈明”. 産経新聞. (2015年11月1日)
6. ↑  『おおさか維新の会衆議院支部長選任者リスト』（プレスリリース）おおさか維新の会、2016年2月9日。
7. ↑  “おおさか維新が九州の総支部3カ所目、「かごしま維新の会」設立”. 産経新聞. (2016年2月21日)
8. ↑  “候補予定者一覧｜日本維新の会 統一地方選2019”. サイトタイトル. 2019年3月6日閲覧。
9. ↑  “日本維新の会県総支部　解散　山之内氏は政界引退[07/30 19:31]”.   MBC. 2019年8月1日閲覧。